# Li Jinyu (football)
Jin-Yu Li (né le 6 novembre 1977) est un footballeur chinois, il fut international chinois entre 1997 et 2007.
Prêté à l'AS Nancy-Lorraine en 1999, il reste à ce jour le seul chinois ayant disputé un match du championnat de France de D1.

## Palmarès
- Championnat de Chine : 2006 et 2008

## Carrière d'entraîneur
- 2013-2014 :  Shenyang Zhongze
- 2016-nov. 2016 :  Shijiazhuang Ever Bright FC